# Émile Durkheim
Emile Durkheim (n. 15 aprilie 1858, Épinal, Lorraine⁠(d), Franța – d. 15 noiembrie 1917, Paris, Franța) a fost un filozof și sociolog francez de origine evreiască, considerat fondatorul școlii franceze de sociologie, având cea mai importantă contribuție în stabilirea academică a sociologiei ca știință și acceptarea acesteia în cadrul științelor umaniste.

## Biografie
În familia lui Emile Durkheim a existat o puternică tradiție religioasă, iar el a studiat ebraica și doctrina talmudică.
Emile Durkheim și-a susținut doctoratul în filozofie, iar titlul tezei sale a fost „Despre diviziunea muncii sociale”. Teza principală a fost însoțită de o teză complementară redactată în limba latină.
În anii 1885-1886 studiază la Paris științele sociale și continuă în Germania sub îndrumarea lui Wilhelm Wundt. În Germania publică trei articole: „Studii recente asupra științelor sociale”, „Știința pozitivă și morala în Germania” și „Filosofia în universitățile germane”.
Din anul 1882 predă la două licee din provincie, iar în 1887 este remarcat de Louis Liard (director al învățamântului superior în Ministerul Instrucției Publice) și astfel devine profesor de pedagogie și știință socială la Universitatea din Bordeaux - acesta fiind primul curs de sociologie predat într-o universitate.
În toamna anului 1887, se căsătorește cu Louise Dreyfus, fiica unui industriaș parizian specializat în cazangerie.
În 1902 este numit lector în Știintele educației la Sorbona și profesor titular de pedagogie în 1906, an când va preda și sociologia. În același an va preda și la catedra de pedagogie a facultății de litere din Paris. În 1913 catedra sa primește titlul de Chair de sociologie de la Sorbonne.
Profund marcat de moartea unicului său fiu, André (căzut pe 5 decembrie 1915 pe frontul din Macedonia), Durkheim se stinge din viață pe 15 noiembrie 1917, la numai 59 de ani.
Opera sa științifică este foarte vastă, cuprinzând, pe lângă bogata activitate publicistică (articole și recenzii critice), și numeroase cărți de specialitate.

## Cărți publicate

### Publicații antume
- Diviziunea muncii sociale (1893);
- Regulile metodei sociologice (1895);
- Sinuciderea (1897);
- Formele elementare ale vieții religioase (1912).

### Publicații postume
- Educația morală (L'éducation morale) (1923)
- Sociologia și filozofia (Sociologie et philosophie) (1925)
- Socialismul (Le socialisme) (1928),
- Evoluția pedagogică în Franța (L'évolution pédagogique en France) (1938).

## Teorii și concepte

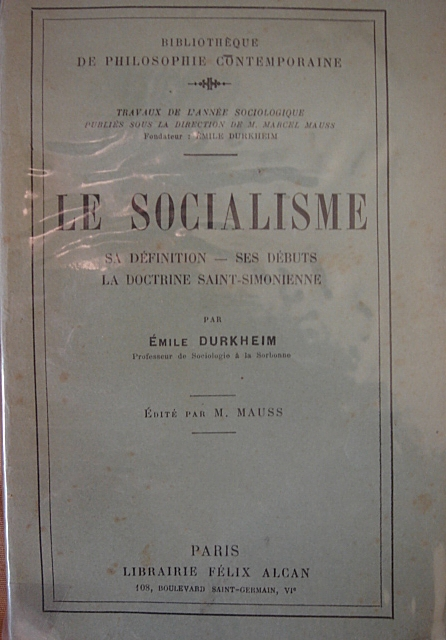
O colecţie de cursuri despre originile socialismului (1896), editată și publicată de Marcel Mauss (1928).

Unul din aspectele teoretice emise de fondatorul sociologiei franceze este cu siguranță conceptul de „integrare”. De ce și cum sunt integrați indivizii în societate? Integrarea traversează de la un capăt la celălalt cercetările conduse de Durkheim. Încă de la lucrarea sa "Despre diviziunea muncii sociale" (1893), în care pune problema naturii și a cauzei evoluției societăților moderne spre o mai mare diferențiere a funcțiilor sociale, Durkheim ridică problema originii ordinii sociale, contestă explicațiile artificiale, prin convenție, și propune o teorie bazată pe normă și sancțiune, ca fiind condițiile inițiale ale oricărei existențe în societate.
Dacă împrumuta de la Herbert Spencer teza generală a evoluției societăților moderne către o mai mare diviziune a muncii, în analiză el se îndepărtează de această teorie. Pentru Durkheim, această schimbare macrosocială survine nu pentru că este necesară și corespunde unei finalități oarecare, ci pentru că este provocată de cauze mecanice precum sporirea volumului, a densității populației și a raporturilor sociale. Aceste idei sunt reluate și aprofundate în Sinuciderea (1897).
O altă lucrare importantă („Formele elementare ale vieții religioase”) definește esența religiosului prin sacru. Sacrului trebuie să-i adăugăm credințele, ritualul și o Biserică, simbol al comuniunii credincioșilor. Sacrul este un element colectiv și impersonal.
Integrarea este un concept cheie pentru sociologia educației și a familiei, două instituții care contribuie la socializarea indivizilor.